# Valentina Borissenko
Valentina Mikhaïlovna Borissenko (nascuda Belova) (en rus: Валентина Михайловна Борисенко); Txerepovets, 28 de gener de 1920 - Sant Petersburg, 6 de març de 1993), fou una jugadora d'escacs soviètica.

## Resultats destacats en competició
Fou cinc cops campiona del Campionat d'escacs femení de la Unió Soviètica: 1945, 1955, 1957, 1960, i 1961 (rècord de victòries, compartit amb Nona Gaprindaixvili).
Va guanyar el Campionat femení de Leningrad en set ocasions, (1940, 1945, 1950, 1951, 1954, 1955, i 1956), i quatre vegades el Campionat femení de la RSFSR.
En el Campionat del món femení de 1949/50, hi quedà classificada en tercer-quart lloc, amb 10.5 punts de 15, empatada amb Ielizaveta Bíkova, (la campiona fou Liudmila Rudenko). El 1961, fou segona al Torneig de Candidates de Vrnjacka Banja, rere la futura campiona del món Nona Gaprindaixvili.
El 1970 empatà al primer lloc amb Waltraud Nowarra al IV Torneig internacional de Halle.
El 1977 la FIDE li atorgà el títol honorífic de Gran Mestre Femení pels seus resultats en el període 1945-1970.